# Thorstein Gundersen
Thorstein Gundersen (* 22. September 1912; † 9. August 1965 in Hamar, Norwegen) war ein norwegischer Skispringer.

## Werdegang
Seinen ersten Erfolg feierte Gundersen bei den Norwegischen Meisterschaften 1935 in Molde. Dabei gewann er hinter Arne B. Christiansen und Karl Bull die Bronzemedaille. Kurze Zeit später bei der Nordischen Skiweltmeisterschaft 1935 erreichte Gundersen im Springen von der Normalschanze, bei der fünf der besten sechs Norweger waren, Rang fünf und verpasste damit die Medaillenränge nur um zwei Plätze.